# كريستيان كامبمان
كريستيان بيتر جورج كامبمان (بالدنماركية: Christian Peter Georg Kampmann)‏ (ولد في 24 يوليو 1939 في كوبنهاغن - توفي في 13 سبتمبر، 1988 على لاسو) هو كاتب وصحفيً دنماركي. تدور رواياته حول الطبقات الوسطى والعليا في فترة ما بعد الحرب وحتى الثمانينات. وقد تحصل على عديد الجوائز الروائية المحلية. تتعلق رواياته أساسًا بالأشخاص الذين يواجهون بعض المشاكل في العثور على مكانهم في العالم ومشاعرهم، مثل المثلية الجنسية. كان كامبمان كان مزدوج الميول الجنسية، على الرغم من أنه كان متزوجًا من عازفة البيانو الدنماركية تيريز هيرمان كوبل لسنوات عديدة ولديه ولدان.
شارك كامبان في جبهة تحرير المثليين (الدنمارك) من عام 1975 وكان رئيس تحرير مجلة السياسة الجنسية من 1975 إلى 1978. في عام 1988، قتل في منزله على الشاطئ في لاسو من قبل شريكه المنزلي وعشيقه الكاتب يينس مايكل شو.

## أعماله الأدبية
- بين الأصدقاء (بالدنماركية: Blandt venner)‏ مجموعة قصص قصيرة نشرت عام 1962.
- كل ذلك الحديث عن السعادة (بالدنماركية: Al den snak om lykke)‏

أول رواية له نشرت عام 1963, 
- لاي (بالدنماركية: Ly)‏ مجموعة قصص قصيرة نشرت عام 1965
- مع بعض (بالدنماركية: Sammen)‏رواية نشرت عام 1967
- بلا اسم (بالدنماركية: Uden navn)‏ رواية نشرت عام 1969
- نارفد وناستن (بالدنماركية: Nærved og næsten)‏ رواية نشرت عام 1969
- نحب أكثر (بالدنماركية: Vi elsker mere)‏ مجموعة قصص قصيرة نشرت عام 1970)
- أعواد في سلة نحات (بالدنماركية: Pinde til en skønskrivers ligkiste)‏ رواية نشرت عام 1971
- مرة وحدي (بالدنماركية: En tid alene)‏ رواية نشرت عام 1972
- ملحمة عائلة غريغرسن (بالدنماركية: Familien Gregersen-sagaen)‏ أربعة روايات كتبت في أعوام 1973 و1974 و1975
- أحاسيس (بالدنماركية: Fornemmelser)‏ وهي ثلاثية كتبت في أعوام 1977 و1979 و1980
- منفصلون ولكن إلتقيا رواية نشرت عام 1992 بعد موته عام 1988